# Agave evadens
Agave evadens ist eine Pflanzenart aus der Gattung der Agaven (Agave).

## Beschreibung

### Vegetative Merkmale
Agave evadens wächst kurz stammbildend mit vermutlich etwas sprossenden Rosetten. Ihre schmal verkehrt lanzettlichen Laubblätter sind allmählich zugespitzt. Sie sind offen konkav oder etwas der Länge nach gefaltet, oder sie besitzen zur Spitze hin einwärts gerollte Ränder. Die Blattspreite ist 70 bis 100 Zentimeter lang. Der Blattrand ist fast gerade. An ihm befinden sich 0,5 bis 1,5 Millimeter lange Randzähne, die ziemlich eng beieinander stehen. Der konische, gerade oder etwas zurückgebogene Enddorn weist an seiner Basis leicht einwärts gebogene Ränder auf. Er ist 10 bis 14 Millimeter lang und wenig oder nicht herablaufend.

### Blütenstände und Blüten
Der „rispige“ Blütenstand ist schlank. Seine wenigen und lockeren Teilblütenstände befinden sich auf ansteigenden Ästen. Die Blüten sind 47 bis 55 Millimeter lang. Die Farbe ihrer Perigonblätter sind nicht bekannt. Ihre Zipfel sind 19 bis 25 Millimeter lang. Die offene Blütenröhre weist eine Länge von 2 bis 3,5 Millimeter auf. Der länglich spindelförmige Fruchtknoten ist 25 Millimeter lang.

### Früchte
Die Früchte sind etwa 4 Zentimeter lang. Sie sind deutlich gestielt.

## Systematik und Verbreitung
Agave evadens ist auf der zu Trinidad und Tobago gehörenden Insel Trinidad verbreitet.
Die Erstbeschreibung durch William Trelease wurde 1913 veröffentlicht.

## Nachweise